# Natriumperborat
Natriumperborat (auch Natriumborat-Tetrahydrat) ist die chemische Verbindung mit der Strukturformel NaBO3·4 H2O. Im festen Zustand liegen jedoch keine Natriumboroxide mit Kristallwasser, sondern ringförmige Peroxoborate vor, mit der Formel Na2B2(O2)2(OH)4·6 H2O.

## Gewinnung und Darstellung
Natriumperborat wird in einem zweistufigen Prozess ausgehend von Borax und Natriumhydroxid hergestellt:
{\displaystyle {\ce {Na2B4O7.10H2O + 2NaOH + 4H2O2 + H2O ->}}}{\displaystyle {\ce {2Na2B2(O2)2(OH)4.6H2O}}}

## Eigenschaften
Natriumperborat ist ein weißes, geruchloses, kristallines Pulver, welches sich nur mäßig in Wasser löst. Eine alkalische wässrige Lösung gibt bei Raumtemperatur nur langsam Sauerstoff ab. Die Sauerstoffentwicklung beschleunigt sich bei höheren Temperaturen. Wie alle Verbindungen mit Peroxogruppen (siehe Peroxide, Perborate), so ist auch das Natriumperborat ein starkes Oxidationsmittel und setzt sehr leicht Sauerstoff frei.

## Verwendung
Natriumperborat wird als Bleichmittel in vielen Waschmitteln verwendet. In Wasser zerfällt es zu Wasserstoffperoxid und Natriumhydrogenborat, wobei das Wasserstoffperoxid zur Oxidation von Farbstoffen beiträgt. Es wird in dieser Rolle mehr und mehr von Natriumpercarbonat ersetzt, da das in der Waschlauge zurückbleibende Natriumborat schlecht in Klärwerken ausgefiltert wird und so in Gewässer gelangen kann. Es wird weiterhin in Geschirrspül-, Reinigungs-, Munddesinfektionsmitteln,  Gebissreinigern, Fußbadzubereitungen und Fleckentfernern verwendet. Es dient zudem zum Bleichen von Textilien, Stroh, Elfenbein, Seifen, Wachs und Schwämmen. Eine weitere Anwendung ist das Bleichen von Zähnen. Küpen- und Schwefelfarbstoffe können mit der Verbindung nachoxidiert werden.
1904 wurde für Natriumperborat unabhängig voneinander ein Syntheseverfahren von George François Jaubert und Otto Liebknecht (dem Bruder von Karl Liebknecht) entwickelt. 1907 kam Natriumperborat als ein Bestandteil von Persil (Perborat-Silikat) auf den Markt.
In durch Organophosphorverbindungen stabilisierter Form wird Natriumperborat als Konservierungsmittel in ophthalmologischen Präparaten eingesetzt.

## Sicherheitshinweise und gesetzliche Regelungen
Natriumperborat wurde im Juni 2014 aufgrund seiner Einstufung als reproduktionstoxisch (Reprod. 1B) in die Kandidatenliste der besonders besorgniserregenden Stoffe (Substance of very high concern, SVHC) aufgenommen.
Im Februar 2020 wurde Natriumperborat danach in das Verzeichnis der zulassungspflichtigen Stoffe mit dem Ablauftermin für die Verwendung in der EU zum 27. Mai 2023 aufgenommen.